# Sa tế

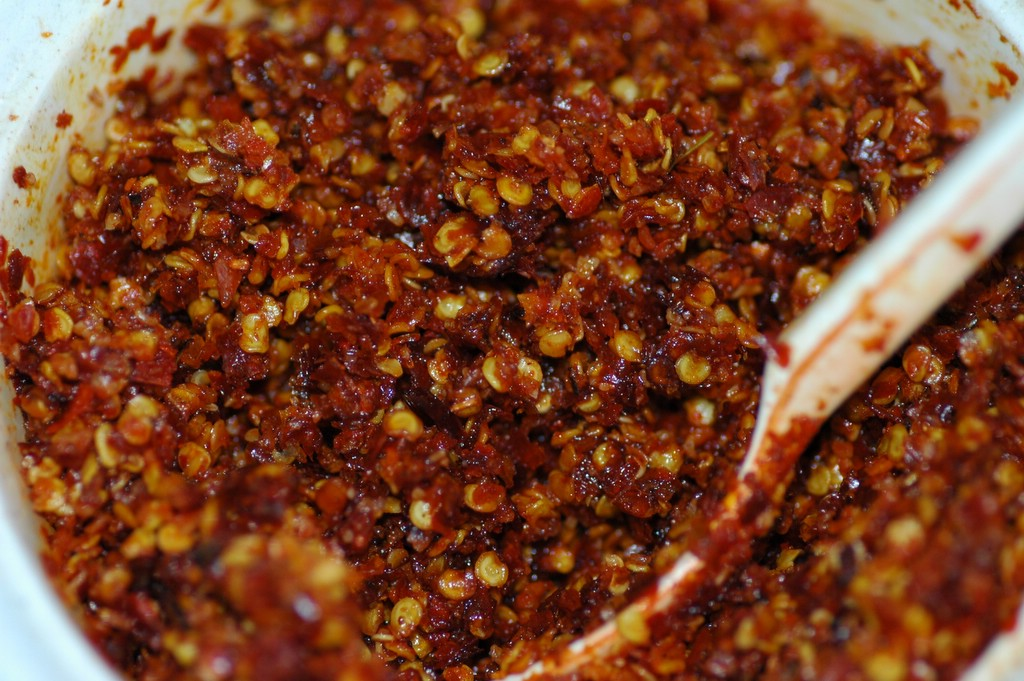
Một lọ sa tế

Sa tế là hỗn hợp phụ gia tẩm ướp thực phẩm với nguyên liệu chính là ớt (ớt bột hoặc ớt tươi) và dầu ăn ngoài ra có thể có thêm sả. Sa tế có nguồn gốc từ người Mã Lai gốc Ấn Độ với các loại gia vị đậm đà chính gốc Ấn Độ. Sa tế được sử dụng như một loại gia vị cho một số món ăn đặc biệt là giúp cho nước lẩu, nước lèo có mùi thơm hấp dẫn, màu đỏ bềnh bồng cũng như chất váng đóng trên mặt của nước lẩu, nước lèo được người tiêu dùng ưa chuộng.

## Lịch sử
Sa tế cũng là một loại nước sốt Trung Quốc, chủ yếu được sử dụng ở Phúc Kiến, Triều Châu, và các món ăn Đài Loan. Nguyên thủy được gọi là sốt Shacha (tiếng Trung: 沙茶; Bạch thoại tự: sa-te; Hán Việt: Sa trà; Sa tê là đọc theo âm Phúc Kiến và Bạch Thoại) được làm từ dầu đậu tương, tỏi, hẹ, ớt, cá, và tôm khô, có một hương vị thơm ngon và hơi cay.
Sa tế còn là nguyên liệu phụ thêm cho các món sốt ớt sa tế, thịt nướng sa tế, dê nấu sa tế thơm lừng mùi cà ri, nghệ, hồi, quế, ngò, tiêu... Màu sắc hấp dẫn, phảng phất hương vị Đông phương huyền bí, lôi cuốn, các món ăn có sa tế nhanh chóng phổ biến sang Singapore, Indonesia, Hồng Kông, Sài Gòn và nhiều nơi khác.

## Ở Việt Nam
Ở Việt Nam, người Hoa ở Chợ Lớn du nhập và đã địa phương hóa cho hợp khẩu vị bản xứ phụ gia sa tế, họ đã bớt đi liều lượng những thứ gia vị căn bản nhằm giảm mùi hôi nồng. Hãm vị cay, phối trộn thêm bột đậu phộng, nước chấm Tàu.., định hình loại sa tế Sài Gòn, thơm dịu, tươi sắc, vị cay - chua - béo - mặn - ngọt, nhẹ nhàng.

## An toàn thực phẩm
Tuy sa tế là một món phụ gia thông dụng, tuy nhiên có những cảnh báo cho rằng sa tế sử dụng ớt bột sẽ có nguy cơ nhiễm chất gây ung thư RhodamineB và dầu ăn dùng để chiên ớt và các thành phần khác rất dễ bị oxy hóa... và đặc biệt, nếu không được bảo quản đúng sẽ gây ra các mầm bệnh tật. Đặc biệt là một số cơ sở sản xuất kém chất lượng, sản xuất các loại Sa tế kém chất lượng, gây ung thư.
Ngoài ra, dầu ăn khi đã được chiên cùng với ớt bột, nước và các chất khác để lâu sẽ xảy ra hiện tượng oxy hóa. Khi dầu ăn bị oxy hóa sẽ không giữ được các đặc trưng ban đầu của gia vị sa tế nữa. Cụ thể như dầu ăn sẽ tạo ra các chất để tác dụng với ớt, nước... tạo ra mùi khó chịu, không còn thơm như ban đầu, các axit sẽ tạo ra các sản phẩm oxy hóa bậc cao như andehit, xêtôn, peroxide... Các chất này tạo ra các gốc tự do, khi ăn vào cơ thể sẽ tạo ra các mầm mống nguy cơ ung thư.
Chưa kể đến Tình trạng dùng sa tế trong thời gian dài, đã mở nắp nhưng không dùng hết trong một lần, lại bảo quản kém cũng khiến các thành phần bị biến đổi, khi lấy ra dùng có thể bị dây các loại thức ăn khác hay nước lạnh vào khiến sa tế dễ bị ôi thiu, lần ăn sau dễ mắc các bệnh tiêu chảy, ngộ độc thực phẩm...
Trên các phương tiện thông tin đại chúng của Trung Quốc cũng đưa tin về một loại gia vị lẩu có chứa chất gây ung thư hay còn gọi là sa tế Tứ Xuyên, loại gia vị nguy hiểm này đang được bày bán tràn lan, công khai tại các chợ ở Việt Nam, hầu hết các quán lẩu trên địa bàn Hà Nội đều mua loại gia vị này để chế biến thực phẩm.